# Catherine Girardon

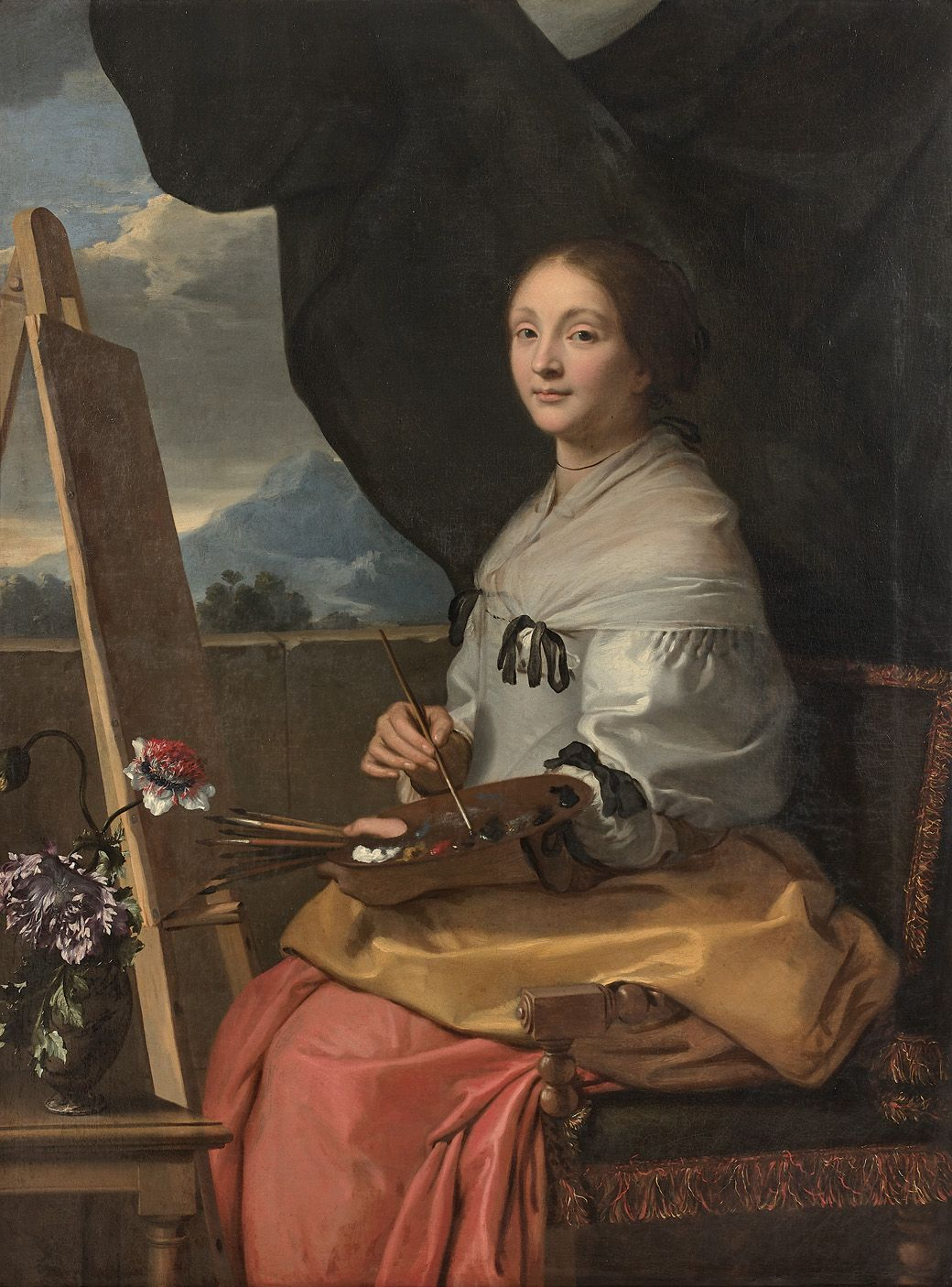
Catherine Duchemin

Catherine Girardon, född 1630, död 1698, var en fransk målare.  Hon var från 1663 medlem av Académie Royale de Peinture et de Sculpture och den första kvinnan som blivit medlem. Hon målade främst stilleben av frukt och blommor. 